# Гряківська волость
Гряківська волость — історична адміністративно-територіальна одиниця Валківського повіту Харківської губернії.
Станом на 1885 рік складалася з 13 поселень, 10 сільських громад. Населення — 2841 особа (1412 осіб чоловічої статі та 2841 — жіночої), 496 дворових господарств.
|                     | Площа, десятин | У тому числі орної, дес. |
| ------------------- | -------------- | ------------------------ |
| Сільських громад    | 2151           | 1859                     |
| Приватної власності | 4422           | 2152                     |
| Іншої власності     | 33             | 28                       |
| Загалом             | 6606           | 4039                     |

Найбільші поселення волості станом на 1885:
- Гряківська — колишнє власницьке село за 35 верст від повітового міста, 751 особа, 154 двори.
- Калениковське (Георгієвськ[2]) — колишнє власницьке село, 253 особи, 40 дворів, православна церква, щорічний ярмарок.

Станом на 1914 рік старшиною волості був Зубрицький Міна Якович, волосним писарем — Губа Іван Петрович, головою волосного суду — Цибулька Леонтій Якович.